# Never Say Die (álbum)
Never Say Die é o quarto álbum de estúdio da banda Petra, lançado em 1981. Este álbum marca a estreia do tecladista John Slick e do baixista Mark Kelly na banda.
O disco atingiu o nº 29 do Top Contemporary Christian.

## Faixas
Todas as músicas por Bob Hartman, exceto onde anotado
1. "The Coloring Song" (Dave Eden) – 2:52
2. "Chameleon" – 5:47
3. "Angel of Light" – 4:21
4. "Killing My Old Man" – 3:46
5. "Without Him We Can Do Nothing" (Greg X. Volz) – 3:26
6. "Never Say Die" – 3:42
7. "I Can Be Friends With You" – 4:12
8. "For Annie" – 4:24
9. "Father of Lights" – 3:02
10. "Praise Ye the Lord" (Greg X. Volz) – 3:18

## Créditos
- Bob Hartman - Guitarra
- Greg X. Volz - Vocal
- John Slick - Teclados
- Mark Kelly- Baixo

## Músicos Adicionais
- Keith Edwards - Bateria, Percussão
- Alex MacDougall - Percussão
- Joe Miller - Trombone
- Bob Welborn - Trompete